# Johannes de Ungaria
Johannes de Ungaria (15. század eleje) karthauzi szerzetes, építész. 1408 körül a bázeli karthauzi templom építője volt.